# Thomas Koschat

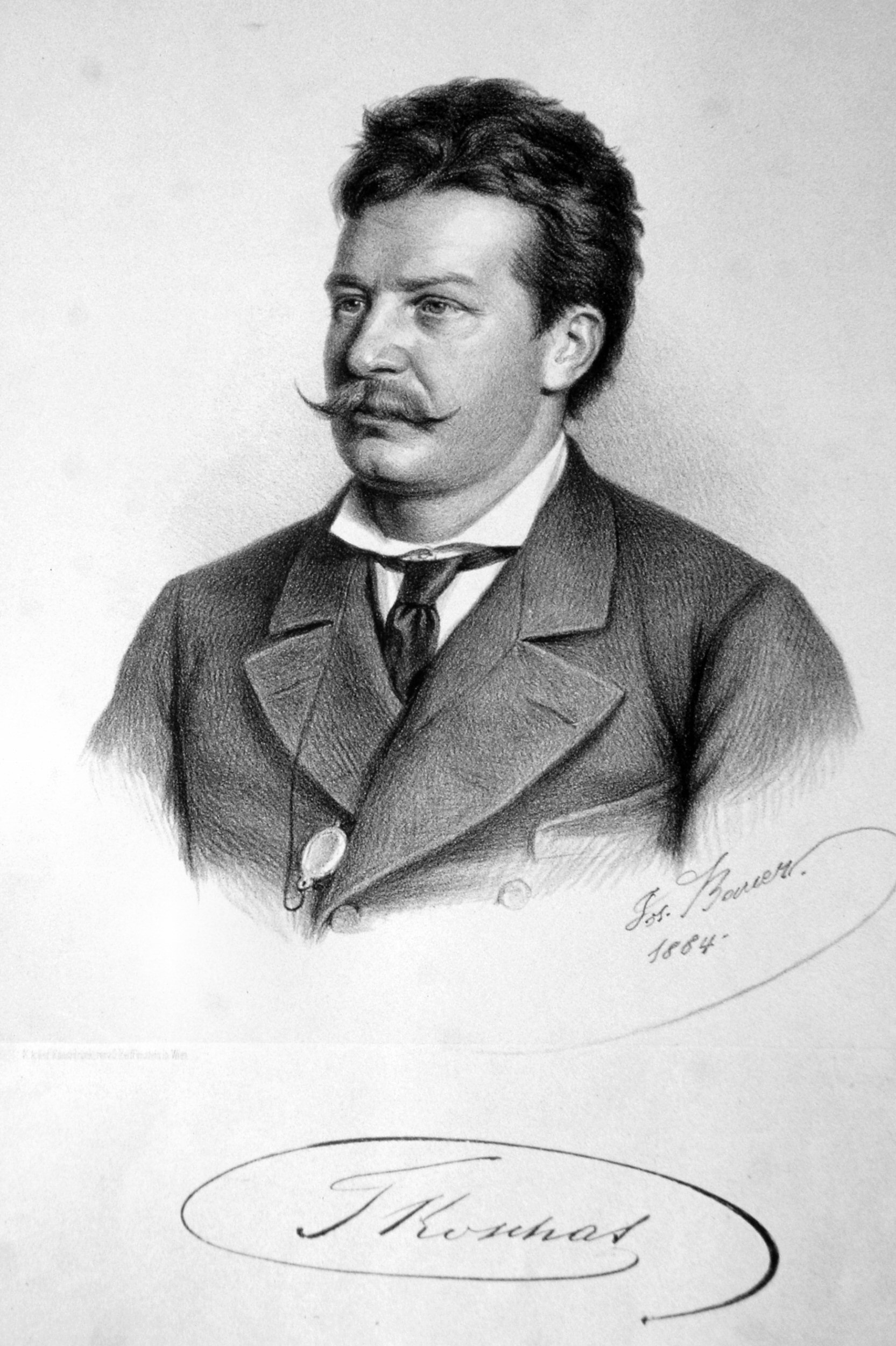
'Thomas Koschat, Lithographie von Joseph Anton Bauer, 1884

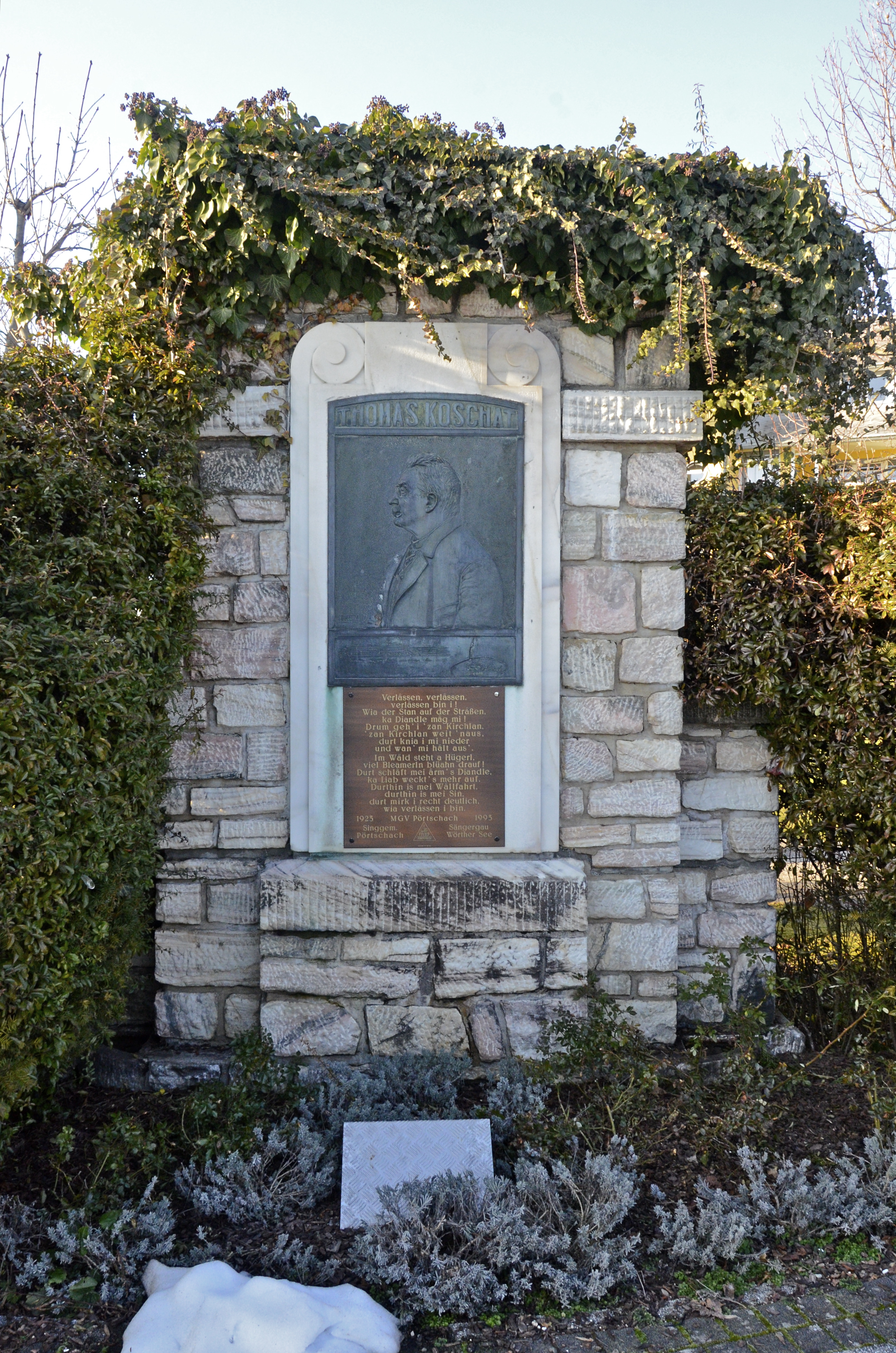
Thomas Koschat-Denkmal in Pörtschach am Wörther See

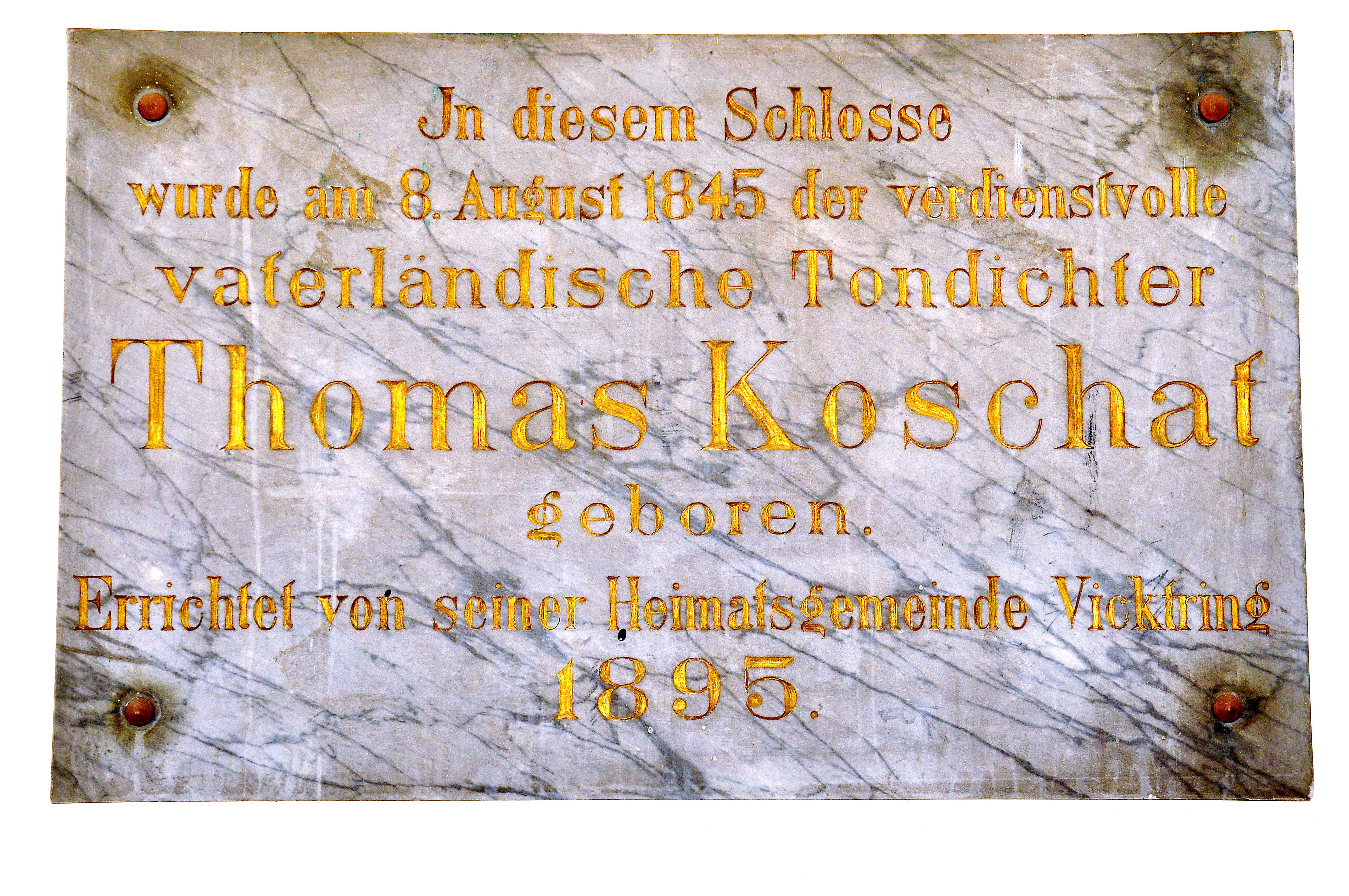
Gedenktafel für Thomas Koschat im Arkadenhof des Stifts Viktring

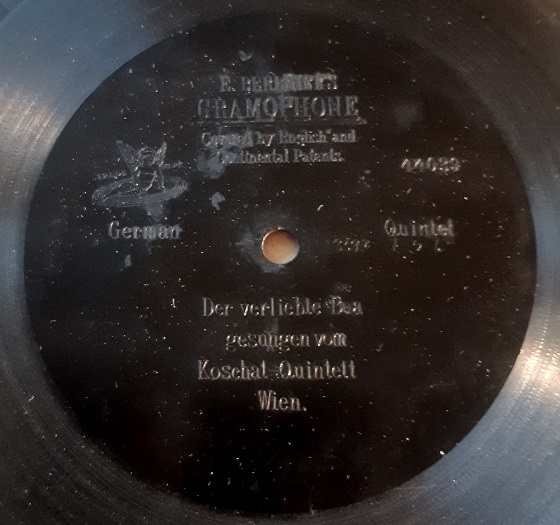
Schallplatte vom Koschat-Quintett (Wien 1901)

Thomas Koschat (* 8. August 1845 in Viktring bei Klagenfurt, Kaisertum Österreich; † 19. Mai 1914 in Wien, Österreich-Ungarn) war ein österreichischer Komponist, Chorleiter und Schriftsteller. Er machte das Kärntner Lied populär und in Europa und Amerika bekannt.

## Kindheit und Jugend
Thomas Koschats Vater hatte mit 61 Jahren in zweiter Ehe die 30 Jahre jüngere Ursula Tokar geheiratet. Der dieser Ehe entstammende Sohn wurde nach dem Vater Thomas genannt, Thomale gerufen. Der Vater war als Färbermeister in der Tuch- und Lodenfabrik der Familie Moro beschäftigt, welche in dem unter Joseph II. aufgehobenen ehemaligen Zisterzienserstift Viktring eingerichtet war. Die Mutter arbeitete in derselben Fabrik als Wollklauberin. Der Sohn hätte ursprünglich Textilchemiker werden sollen.
Schon früh wurde dem Jungen die Musik nahegebracht, da die Familie Moro sich gerne mit Freunden im Schlosshof zum gemeinsamen Gesang versammelte. Fräulein Josefine, die Schwester des Fabriksbesitzers Moro, leitete den Viktringer Kirchenchor – ihr fiel Thomales Gesang früh auf. Das Kind durfte früh im Kirchenchor mitwirken, er ministrierte beim Pfarrer und wurde schließlich nach Klagenfurt ins Benediktinergymnasium geschickt. Den Schulbesuch des Gymnasiums sparte sich der Vater förmlich vom Munde ab.

## Leben
Koschat war 1860 Gründungsmitglied der Mittelschulverbindung Carinthia Klagenfurt, als Student wurde er 1865 Mitglied der Wiener Burschenschaft Alemannia.
Koschat studierte nach der Matura im Jahr 1865 in Wien Chemie. Leopold von Moro, der Fabriksherr, hatte zu dem Studium der Chemie geraten und zahlte auch mit zu den Studienkosten, da der Vater bereits 1862 verstorben war, als Thomas noch das Gymnasium besuchte. Er trat in Wien drei Gesangsvereinen bei – dem Wiedner Männerchor, dem Wiener Männergesang-Verein und dem Akademischen Gesangsverein. Letzterer war für ihn das Sprungbrett in die Wiener Hofoper als Bassist. Am 7. November 1867 wurde er als „Chorbassist mit kleiner Rollenverpflichtung“ engagiert.
Später wurde er Leiter des Chors der Wiener Hofoper. Er gründete das Koschat-Quintett, mit dem er durch Europa und Amerika tourte. Das Quintett spielte neben Walzern und Chorliedern auch Kärntner Lieder, die so über die Landesgrenzen hinaus bekannt wurden.
Im Laufe seines Lebens erhielt Koschat für seine Verdienste viele Auszeichnungen, besonders hervorzuheben ist hier der Rote Adler-Orden, der ihm vom deutschen Kaiser Wilhelm II. verliehen wurde.
1904 heiratete Koschat die 30 Jahre jüngere Paula Massek. Die Ehe blieb kinderlos.
1907 wurde er zum Ehrenmitglied der Wiener Hofoper ernannt. Als er 1912 in den Ruhestand trat, wurde ihm zu Ehren von der Hofoper, in der er jahrzehntelang Vorstand des Chors war, das Singspiel Am Wörthersee aufgeführt, das er komponiert hatte.
Thomas Koschat ist in einem Ehrengrab der Stadt Klagenfurt auf dem Friedhof Annabichl beigesetzt. Am Friedhof sangen 622 Chormitglieder und viele Tausende begleiteten ihn auf seinem letzten Weg.
Aus Anlass des 10. Todestages wurde an Koschats Sterbehaus, Strobachgasse 2, Wien-Margareten, eine Gedenktafel enthüllt.

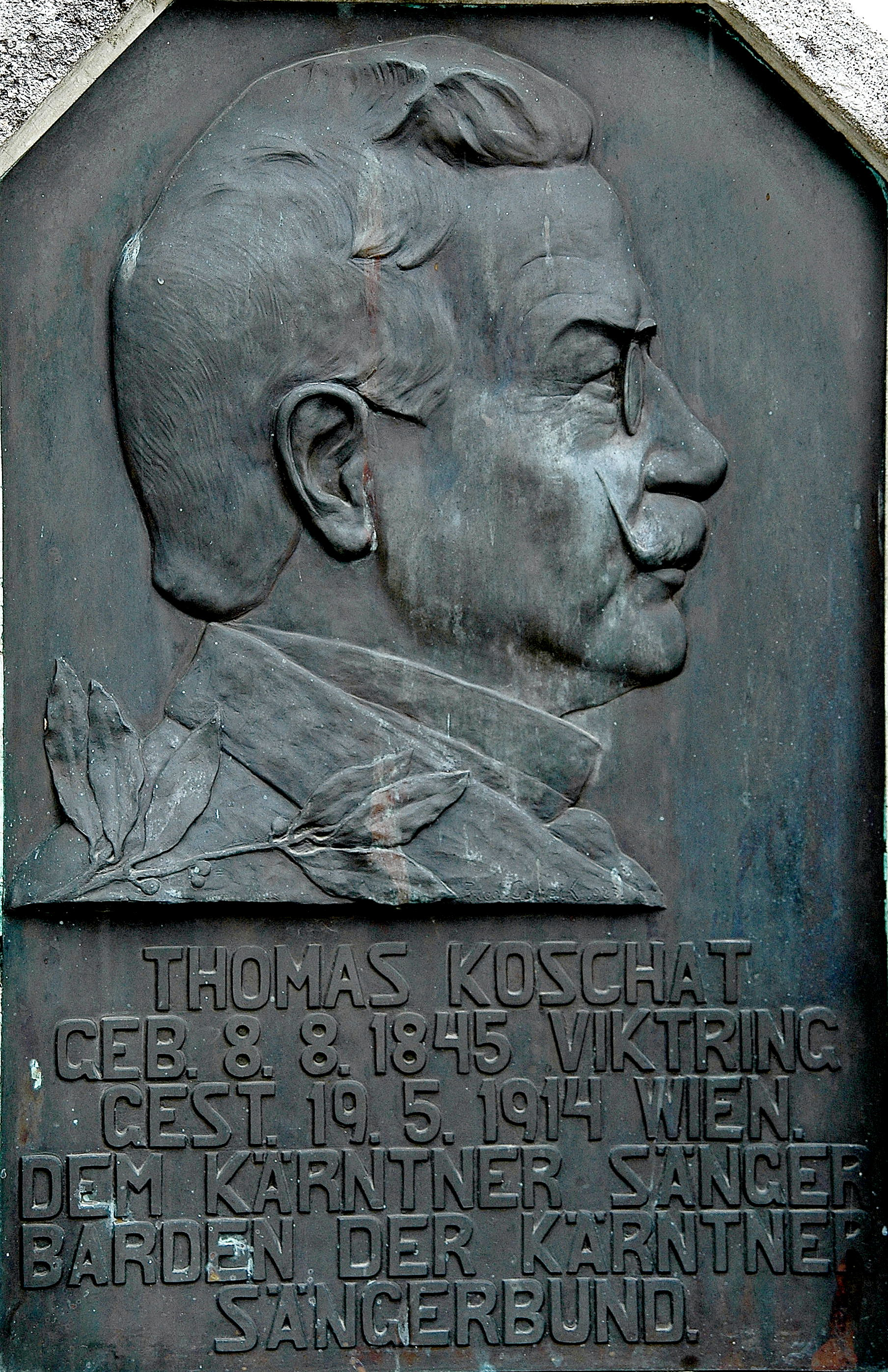
Inschrift am Koschat-Grabstein auf dem Klagenfurter Friedhof Annabichl

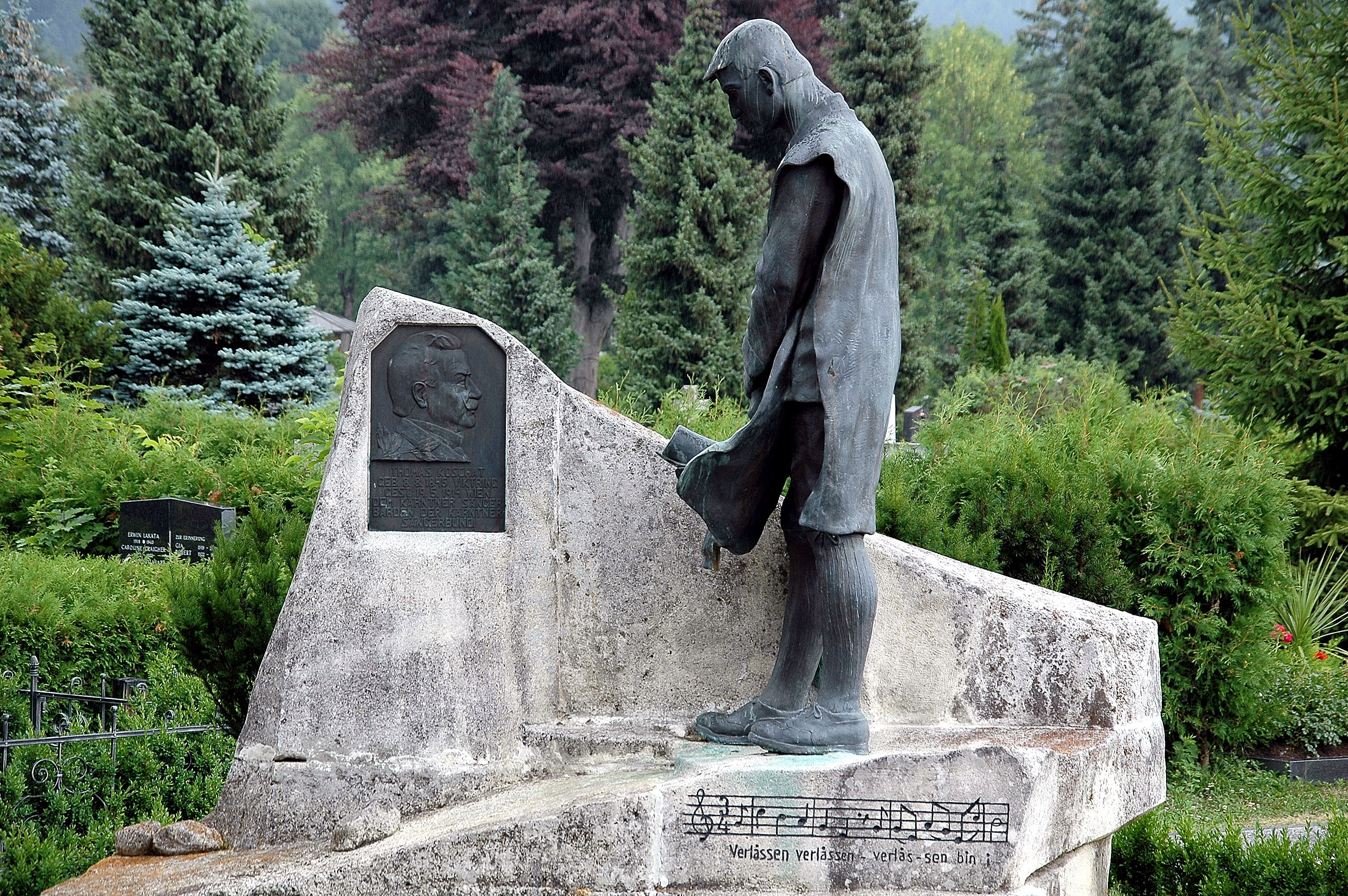
Koschat-Grab auf dem Klagenfurter Friedhof Annabichl

In Klagenfurt gibt es ihm zu Gedenken ein Thomas-Koschat-Museum, einen Koschatpark und eine Koschatstraße.
Thomas Koschat war Ehrenbürger der Marktgemeinde Velden am Wörther See, wo heute noch die Koschatpromenade an ihn erinnert. Im Jahr 1919 wurde in Wien-Döbling (19. Bezirk) die Koschatgasse nach ihm benannt. In Kärnten sind in vielen Gemeinden Straßen nach ihm benannt. Es finden sich jedoch auch Koschatstraßen in Reutlingen und Ludwigshafen und ein Koschatweg in Berlin.
Zum 125. Geburtstag gab die österreichische Post eine Sonderbriefmarke heraus.

## Werk
Hörbeispiele zur Musik von Thomas Koschat finden sich auf der Website der Sängerrunde Klagenfurt-Emmersdorf, die sich der Pflege des Liedguts von Thomas Koschat verschrieben hat und seine Musik als Botschafter des Landes Kärnten in die Welt hinausträgt. Auf der Website der Sängerrunde Klagenfurt-Emmersdorf steht über Thomas Koschat geschrieben:

„Thomas Koschat hat ausgehend vom alten Kärntner Lied ein gewaltiges Werk geschaffen, das weit über die Grenzen seines Heimatlandes bekannt wurde und dem Komponisten großen Ruhm einbrachte. Er hat viele musikalische Motive aus Kärnten in teils lange Chorwerke umgearbeitet und somit eine eigenständige Musik geschaffen, die schon nach wenigen Takten als typisch für Koschat erkannt werden kann. Mit seinem Valâssn, valâssn … und dem Schneewalzer ist Koschat auch heute noch überall ein Begriff.“

Größte Popularität errang allerdings eine eigentliche Gelegenheitskomposition von ihm, der Walzer Nr. 1 der Walzer-Idylle Ein Sonntag auf der Alm op. 71, 1887, veröffentlicht und ursprünglich den Einzeltitel Jägerständchen tragend, aber als Schneewalzer bis heute allgemein bekannt wurde. Koschat gab dazu wie bei früheren (op. 26) und späteren (op. 100) Werken den Vermerk „mit teilweiser Benutzung von Kärntener Volksweisen“ an.
Da vor 1887 weder in gedruckten Quellen noch im Kärntner Volksliedarchiv noch im Koschatarchiv eine Aufzeichnung der Melodie zu finden ist, wird das Werk als wahrscheinliche Originalkomposition von Koschat angesehen. Den populären Titel Schneewalzer erhielt das Lied erst um 1900 aufgrund des Textanfangs der Urfassung von Koschat „Wann’s kan Schnee mer åber schneibt […]“. Der Text des Refrain-Teils „Den Schneewalzer tanzten wir […]“ ist erstmals in einer Bearbeitung von Willi Bender (1968) nachzuweisen.